# Alfonso Ribeiro
Alfonso Lincoln Ribeiro Sr. (ur. 21 września 1971 w Nowym Jorku) – amerykański aktor, komik, tancerz, piosenkarz, reżyser, gospodarz teleturnieju i osobowość telewizyjna.
Występował w roli Carltona Banksa w sitcomie NBC Bajer z Bel-Air (1990–1996), za którą otrzymał NAACP Image Awards. Był zwycięzcą dziewiętnastego sezonu Dancing with the Stars (2014) z profesjonalną tancerką Witney Carson. W 1983 zadebiutował na Broadwayu jako Willie w musicalu The Tap Dance Kid. W 1984, podczas jego występu jako The Tap Dance Kid, zwrócił uwagę dyrektorów telewizji i Michaela Jacksona, z którym pojawił się jako tancerz w reklamie Pepsi (1984). Wziął udział w teledyskach – do piosenki Willa Smitha „Wild Wild West” (1999) i grupy R5 „All Night” (2015). Marzył o byciu zawodowym kierowcą wyścigowym, dopóki narodziny córki nie skłoniły go do zmiany priorytetów. Wygrał pierwszy i jedyny sezon Celebrity Duets (2006). Znalazł się na 95. miejscu na liście VH1 100 Greatest Kid Stars.

## Filmografia

### Filmy

#### Aktor
- 2005: Rozbitkowie (Love Wrecked) jako Brent Hernandez
- 2004: Seek & Hide jako Doktor Grone
- 1996: Kidz in the Wood
- 1993: Kleszcze (Infested) jako Darrel 'Panic' Lumley
- 1989: A Matter of Conscience jako Danny
- 1989: Out on the Edge jako Jesse
- 1988: Home Sweet Homeless jako Buddy
- 1987: Mighty Pawns jako Frank

#### Producent
- 2008: The 1 Second Film (producent)

#### We własnej osobie
- 1986: NBC 60th Anniversary Celebration (on sam)
- 1985: Andy Williams and the NBC Kids Search for Santa (on sam)

### Seriale

#### Aktor
- 2000–2006: One on One jako Lenny (cameo)
- 1995–1999: In the House jako dr Maxwell Stanton (1996–1999)
- 1995–1999: In the House jako Carlton Banks (cameo)
- 1990–1996: Bajer z Bel-Air (The Fresh Prince of Bel-Air) jako Carlton Banks
- 1987–1993: Inny świat (A Different World) jako Zach Duncan (cameo)
- 1982–1987: Silver Spoons jako Alfonso Spears (1984–1987)
- 1980–1988: Magnum (Magnum, P.I.) jako Kenny (cameo)

#### Głosy
- 1997: Extreme Ghostbusters jako Roland Jackson (głos)
- 1994–1998: Spider-Man jako Randy Robertson / Młody Joseph 'Robbie' Robertson (różne głosy)

#### Reżyseria
- 2005–2006: Cuts
- 1995–1999: In the House
- 1990–1996: Bajer z Bel-Air (The Fresh Prince of Bel-Air)

#### We własnej osobie
- 2005: I Love the ’90s: Part Deux (on sam)
- 2004: I Love the ’90s (on sam)
- 2002: I Love the ’80s (on sam)
- 1998–2002: V.I.P. (gościnnie) (on sam)